# Wii Sports
Wii Sports (яп. Wii スポーツ) — видеоигра, выпущенная компанией Nintendo для собственной игровой приставки Wii. Игра появилась в продаже вместе с приставкой (19 ноября 2006 года в США, 2 декабря 2006 года в Японии, 7 декабря 2006 года в Австралии и 8 декабря 2006 года в Евросоюзе), кроме того, за исключением Японии, она вложена прямо в коробку с Wii.
Премия «Инновационная игра» в рубрике игра поколения по версии журнала Игромания.

## Геймплей

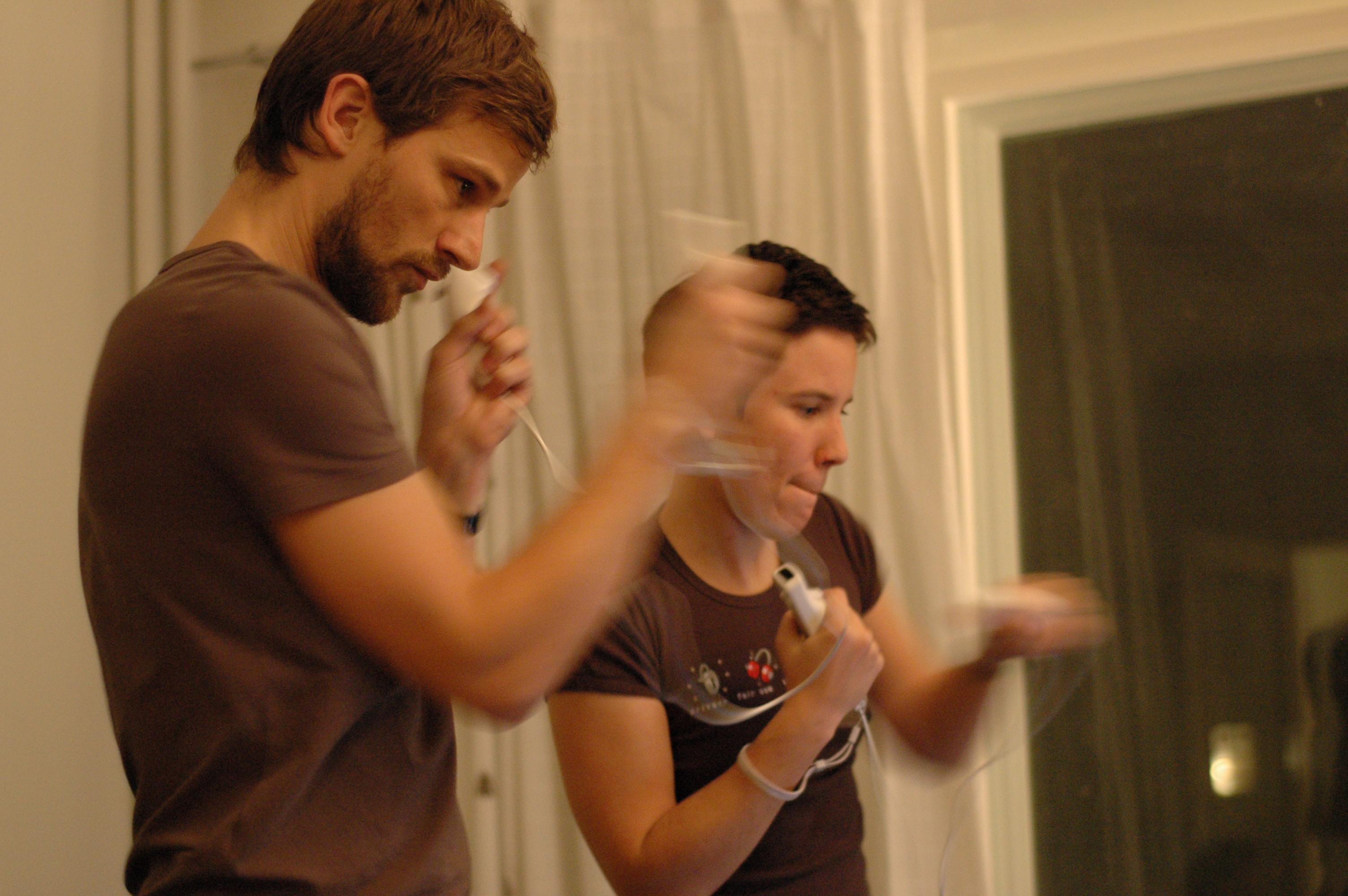
Два человека играют в Wii бокс использую Wii Remote и Nunchuk

Игра состоит из пяти спортивных симуляторов: теннис, бейсбол, боулинг, гольф и бокс. Игровые симуляторы работают с помощью датчика движений Wii Remote и Nunchuk. Игрок управляет движениями персонажа либо с одного контроллера, как например, бейсбольная бита, клюшка для гольфа или шар для боулинга. А наличие двух контроллеров требуется только в боксе, так как игрок укрывается и делает удары с помощью обеих рук. Некоторые аспекты игрового процесса контролируются компьютером. В теннисе движения игрока контролирует Wii, а размах ракетки контролирует игрок.
Персонажи игры берутся из Mii Channel, что позволяет использовать созданные аватары во всех играх, где поддерживается функция Mii, Wii Sports — первая игра использующая канал Mii.
В 2009 году вышел сиквел игры, получивший название Wii Sports Resort.

## Рецензии и награды
| Сводный рейтинг       | Сводный рейтинг |
| Агрегатор             | Оценка          |
| --------------------- | --------------- |
| GameRankings          | 76,28 %         |
| Metacritic            | 76/100          |
| Иноязычные издания    |                 |
| Издание               | Оценка          |
| 1UP.com               | C+              |
| AllGame               | [ 8 ]           |
| CVG                   | 7/10            |
| Edge                  | 7/10            |
| EGM                   | 6,3/10          |
| Eurogamer             | 8/10            |
| Game Informer         | 6,5/10          |
| GamePro               | 4,25/5          |
| GameSpot              | 7,8/10          |
| GameSpy               | [ 16 ]          |
| GamesRadar+           | [ 17 ]          |
| GameTrailers          | 8/10            |
| GameZone              | 8,5/10          |
| IGN                   | 7,5/10          |
| Nintendo Life         | [ 21 ]          |
| Nintendo Power        | 8,3/10          |
| ONM                   | 90 %            |
| PALGN                 | 7,5/10          |
| Play (UK)             | 7/10            |
| VideoGamer            | 8/10            |
| Русскоязычные издания |                 |
| Издание               | Оценка          |
| «Игры Mail.ru»        | 8/10            |
| «Страна игр»          | 7/10            |

### Награды
Игра Wii Sports стала рекордсменом по количеству наград, полученных на церемонии вручении Премии BAFTA в области видеоигр 2007 года, получив в общей сложности 6 наград.